# Adriaan de Buck
Adriaan de Buck (Oostkapelle, 22 september 1892 - Leiden, 28 oktober 1959) was een vooraanstaand egyptoloog. Hij was vanaf 1939 hoogleraar in de egyptologie aan de Rijksuniversiteit Leiden. Hij was de broer van Hendrik de Buck.

## Leven en werk
De Buck studeerde theologie in Leiden (1911-1916) bij P.D. Chantepie de la Saussaye en W.B. Kristensen. Hij volgde colleges Semitische talen (o.a. Arabisch), raakte geïnteresseerd in de Egyptische taal en volgde hierin college bij P.A.A. Boeser. Hij vervolgde zijn studie egyptologie in Göttingen en Berlijn (1917-1921) bij Adolf Erman en Kurt Sethe. 
Van 1921 tot 1925 was hij predikant van de Nederlands-Hervormde gemeente in Ursem. 
Op 6 juli 1922 promoveerde De Buck in de godgeleerdheid op het proefschrift De Egyptische voorstellingen betreffende den oerheuvel bij W.B. Kristensen te Leiden. In 1924 werd hij door het Oriental Institute van de Universiteit van Chicago benaderd voor een internationaal project, dat tot doel had de Egyptische Sarcofaagteksten (in het Engels: Coffin Texts) te publiceren. Hij legde zijn ambt in Ursem neer om aan het project te werken; af en toe predikte hij nog wel in Leiden en omgeving. Tot aan zijn dood werkte De Buck (samen met A.H. Gardiner) aan de serie, die in totaal zeven delen zou omvatten. Het eerste deel verscheen in 1935, het laatste deel werd postuum in 1961 gepubliceerd. De serie is De Bucks belangrijkste bijdrage aan de egyptologie en wordt tot op heden als standaardwerk beschouwd. De zeven delen bevatten meer dan 3000 pagina’s hiërogliefenteksten, door De Buck met de hand geschreven. In 2005 is de reeks aangevuld met een achtste deel, samengesteld door J.P. Allen. 
In 1928 werd hij lector, in 1939 buitengewoon hoogleraar en in 1949 gewoon hoogleraar in de egyptologie aan de Rijksuniversiteit Leiden. Van 1939 tot 1955 was hij samen met de assyrioloog Frans Böhl directeur van het Nederlands Instituut voor het Nabije Oosten in Leiden. In 1947 werd de internationale egyptologenvereniging International Association of Egyptologists opgericht, vooral met het oog op de publicatie van de Annual Egyptological Bibliography; De Buck werd de eerste voorzitter.
De Buck gaf lezingen voor de vereniging Ex Oriente Lux, was lid van de Commissie van Advies en werkte mee aan het Jaarbericht (JEOL). In 1930 nam hij deel aan de “Serabit Expedition” (epigrafische expeditie van Harvard en Catholic University in de Sinaï). Hij was lid van de KNAW (Afd. Letterkunde, 1941) en Teylers Eerste Genootschap (1951).
De Buck trouwde op 30 juni 1924 met de Zweedse Anna Elisabeth Nordenberg (1894-1986). Het echtpaar had drie kinderen: Ann-Kjersti, Ingrid en Pieter de Buck.
In 1992 werd door Universiteit Leiden een symposium gehouden ter ere van de honderdste geboortedag van De Buck. De lezingen van het symposium zijn in 1996 gepubliceerd.

## Trivia
De Buck speelt een rol in de roman De verborgen tombe (2008) van Huub Pragt.